# آغاز (فیلم ۱۹۶۷)
آغاز (به فرانسوی: Le départ) فیلم تحسین شده‌ای از سینمای بلژیک و ساخته شده توسط کارگردان مشهور لهستانی، یژی اسکولیموفسکی است. او این فیلم را پس از ترک زادگاهش یعنی لهستان ساخت. «آغاز» در هفدهمین دورهٔ جشنواره بین‌المللی فیلم برلین، توانست برندهٔ جایزهٔ خرس طلایی بهترین فیلم شود. یرژی، فیلم را در بیست و نه سالگی خود ساخت و با این فیلم، فیلمساز بین‌المللی شد.

## داستان فیلم
مارک (با بازی ژان پیر لاد)، نوزده ساله، شاگرد یک آرایشگر است. او به شدت علاقه به شرکت در مسابقات اتوموبیل رانی دارد. برای این منظور قصد دارد تا اتوموبیل پورشهٔ رییسش را برای این مسابقات قرض بگیرد. رئیس مارک، ابتدا از دادن ماشینش به او خودداری می‌کند چون ماشین را برای آخر هفته نیاز دارد، اما در نهایت، مارک ماشین پورشهٔ رییسش را قرض می‌گیرد. او برای رسیدن به محل مسابقه با دوست دخترش میشله (با بازی کاترین ایزابل دوپورت) عازم می‌شود. در بین راه آنها در هتلی توقف می‌کنند و مارک به خواب می‌رود. این خواب برایش سنگین تمام می‌شود، چون وقتی بیدار می‌شود مسابقه شروع شده‌است…

## توضیحات فیلم
فیلم با موسیقی متن فوق العادهٔ کشیشتف کومه‌دای لهستانی همراه است. اسکولیموفسکی، در این فیلم با قواعد سینمای خاص گذشته‌اش فاصله گرفته، بروکسل را جایگزین ورشو در لوکیشنهایش کرده و جوانی که عشق سرعت دارد را در کانون توجه خود قرار داده‌است. برای مارک، رخوت خواب در هتل، جنون سرعتش را جریحه دار می‌کند و این آغاز کنش‌های اساسی فیلم است.